# 阪本時彦
阪本 時彦（さかもと ときひこ、1942年〈昭和17年〉9月22日 - 2020年〈令和2年〉）は、元毎日放送アナウンサー・フリーアナウンサー。愛称は「時さん」。

## 来歴・人物
東京府東京市浅草区（現・東京都台東区）出身。1965年に日本大学卒業後、毎日放送へ入社。同期入社に吉田智子がいる。また道上洋三は大学の同期に当たる。
MBSラジオの生ワイド番組でパーソナリティを担当したアナウンサーの草分け的存在。特に、ABCラジオの『おはようパーソナリティ中村鋭一です』に対抗する目的で平日の早朝に開始した『おはようリスナー阪本時彦です』では、中村のように阪本の主張や個性を押し出そうとした。しかし、この路線にはMBSの局内で議論があったばかりか、阪本本人も「ふっきれない部分を抱えたまま船出した」という。中村に対抗して東京出身・巨人ファンという部分を売りにしようとしたものの、温厚な紳士である阪本は「後発の弱みもあって、健闘も及ばなかった」。
後にアナウンス部長・アナウンサー室長を歴任。アナウンサー室長時代は管理職に専念していたため、アナウンサー総出演の番組だった『あどりぶランド』（MBSテレビ）が1998年3月に終了してからは、『MBSニュース』以外の番組にほとんど出演しなかった。
2002年に毎日放送を定年で退職してからも、MBSラジオの『ラジオの達人』に出演していた。その後は、吹田ケーブルテレビ（現在のJ:COM吹田）で部長を務めるかたわら、講演活動を展開。イベントやシンポジウムの司会も担当していた。
2020年9月21日にMBSラジオで放送された『桜井一枝のそれそれ!?リクエスト』のオープニングで、同年に死去していたことが、パーソナリティの桜井一枝（阪本の毎日放送アナウンサー時代にMBSラジオ『時さんの土曜リクエスト』で共演）から初めて公表された。77歳没。桜井が葬儀後に阪本の妻から伝えられたところによれば、晩年は癌で闘病生活を送っていたとのことで、葬儀は家族葬として執り行われたという。

## 出演番組
テレビ
- 八木治郎ショー（全国ネット）
- ワイドYOU（初代司会）[1]
- テレビ列島7時（TBSテレビ制作・全国ネット、近畿地方担当キャスター）[1]
- あどりぶランド（アナウンサー室長時代に終了）[2]
- MBSニュース（随時）
- 8時です!生放送（J:COM関西、毎日放送からJ:COM吹田への転職後に出演）

ラジオ
- MBSセスナフライングスタジオ（木曜日担当）
- おはようリスナー阪本時彦です[1]
- グアムグアムリクエスト[1]
- 飛び出せ歌謡ショー
- MBSジャンボサタデー
- 毎日放送ラジオ大通り→時さんのラジオ大通り[1][2]
- 日産ラジオスペシャル 時さんの土曜リクエスト（2020年3月まで続く『土曜リクエスト』シリーズ最初の番組）
- おはようゴールデンエイジ
- ラジオの達人
- 毎日ニュース→MBSニュース（随時）

## 関連人物
- 八木治郎
- 吉田智子
- 斎藤努
- 青木和雄
- 桜井一枝
- 伊東正治
- 豊島美雪
- 道上洋三